# Paul Carter
Paul Carter (* 23. September 1963 in Kent) ist ein ehemaliger englischer Squashspieler und heutiger -trainer.

## Karriere
Paul Carter war von 1983 bis 1992 als Squashspieler aktiv und erreichte mit Rang 17 seine höchste Platzierung in der Weltrangliste. Mit der englischen Nationalmannschaft nahm er 1989 und 1990 an der Europameisterschaft teil. Beide Male gewann die Mannschaft den Titel. Er kam auf insgesamt 24 Einsätze für England.
Zwischen 1987 und 1991 stand Paul Carter dreimal im Hauptfeld der Einzelweltmeisterschaft. Sein bestes Abschneiden war dabei das Erreichen des Viertelfinals 1990. Er unterlag Chris Dittmar klar in drei Sätzen. 1988 gewann er die britische Meisterschaft.
Nach seinem Karriereende begann er ab 1993 verschiedene Trainertätigkeiten, unter anderem beim englischen Squashverband als Co-Trainer. Dabei betreute er die Herren- und Damenmannschaften bei jeweils vier Weltmeisterschaften, bei elf Europameisterschaften in Folge sowie zweimal bei den Commonwealth Games. Er ist heute beim englischen Verband als Head of Coach Development tätig.

## Erfolge
- Europameister mit der Mannschaft: 1989, 1990
- Britischer Meister: 1988